# Schloss Schönefeld

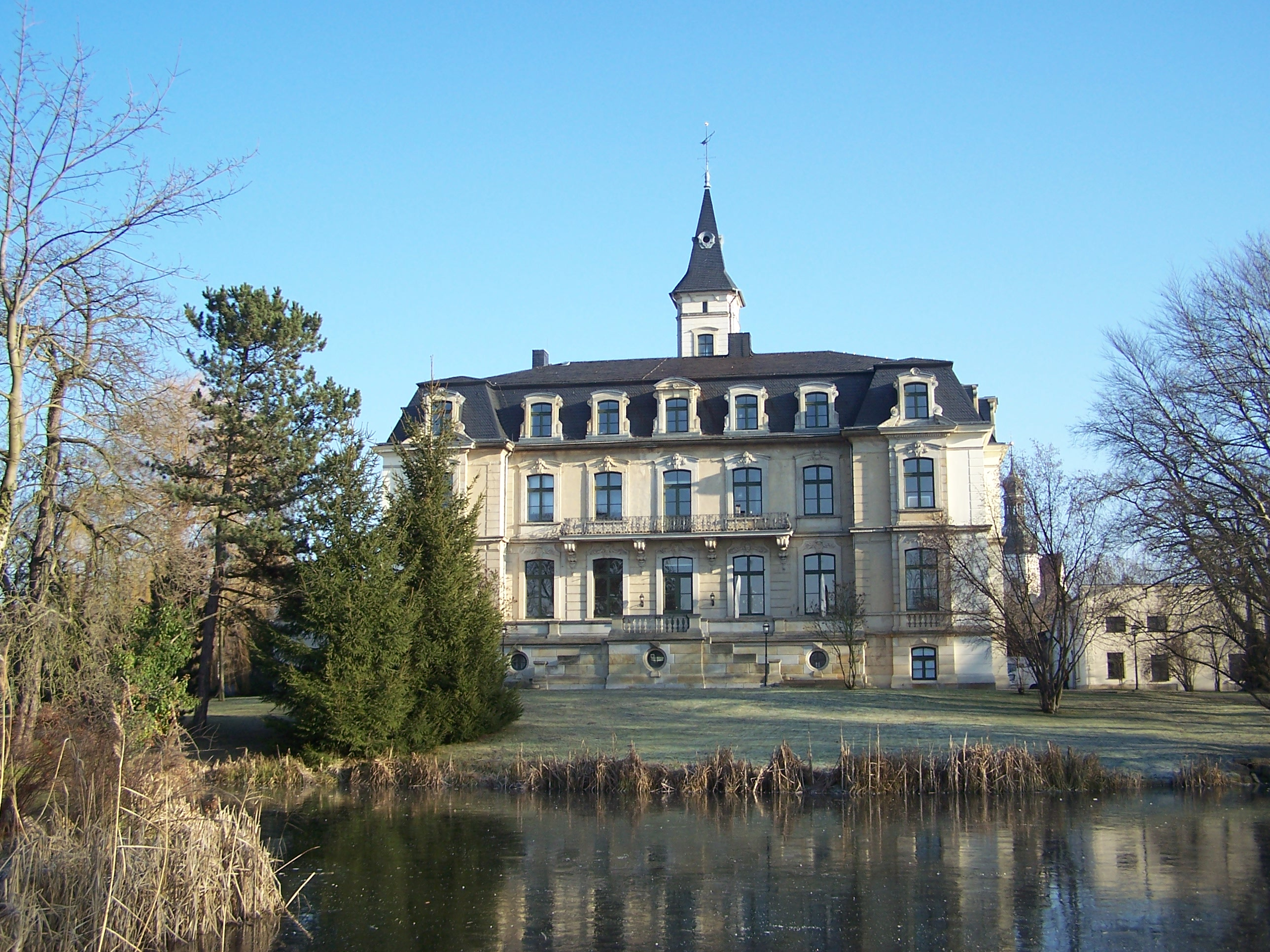
Herrenhaus Schloss Schönefeld, Parkseite (2008)

Als Schloss Schönefeld wird sowohl das Herrenhaus als auch das Gesamtensemble des ehemaligen Rittergutes im Leipziger Stadtteil Schönefeld bezeichnet. Die Anlage steht als Sachgesamtheit unter Denkmalschutz.

## Lage und Beschreibung
Das Schloss Schönefeld liegt am Westrand von Schönefeld auf einer leichten Anhöhe über einem Bogen der Parthe, von der Gedächtniskirche Schönefeld durch die Zeumerstraße getrennt.
Das Schloss Schönefeld ist ein offenes Bautengeviert mit dem Herrenhaus an der Westseite, vor dem ein kleiner Schlosspark mit einem Teich liegt. Senkrecht zum Herrenhaus steht südlich die ehemalige Orangerie und nördlich das ehemalige Kutscherhaus. Dieses Ensemble ist vom übrigen Hof durch einen Schmiedegitterzaun getrennt.
Das neobarocke Herrenhaus ist ein zweigeschossiger verputzter Baukörper mit sieben Fensterachsen zur Park- und neun zur Hofseite, eine davon jeweils in einem Seitenrisalit. Die Giebelseiten zeigen je vier Achsen. Das Mansardwalmdach ist schiefergedeckt mit jeweils einer stehenden Gaube über jeder Fensterachse. An der Hofseite erhebt sich aus dem Mittelrisalit mit Balkon ein schlanker quadratischer Uhrenturm mit einem Knickhelm. Freitreppen und Terrassen an Hof- und Gartenseite erschließen das Hauptgeschoss.
Die ehemalige Orangerie ist stark überformt, während das Kutscherhaus barocke Stilelemente aufweist.
Der übrige Hofbereich weist eine Bodengestaltung mit barocken Formenelementen auf. Neben einem mittleren Rasenrondell mit der brunnenförmigen Mosaikplastik „Kelch“ gibt es eine Beetgruppe mit quadratischen Elementen. Die Nordseite des Hofes bilden Garagen und ein zweigeschossiges Gebäude im Stil der Heimatschutzarchitektur, das als Kindergarten genutzt wird.
Die Südseite des Hofes nimmt die Rückseite der „Förderschule Schloss Schönefeld“ ein, die aus zwei parallelen Gebäudetrakten besteht, wobei der Eingang auf der dem Hof abgewandten Seite liegt. Den Ostabschluss des Hofes bildet das langgestreckte zweigeschossige Torhaus, durch das ein Abzweig der Zeumerstraße in den Hof führt.

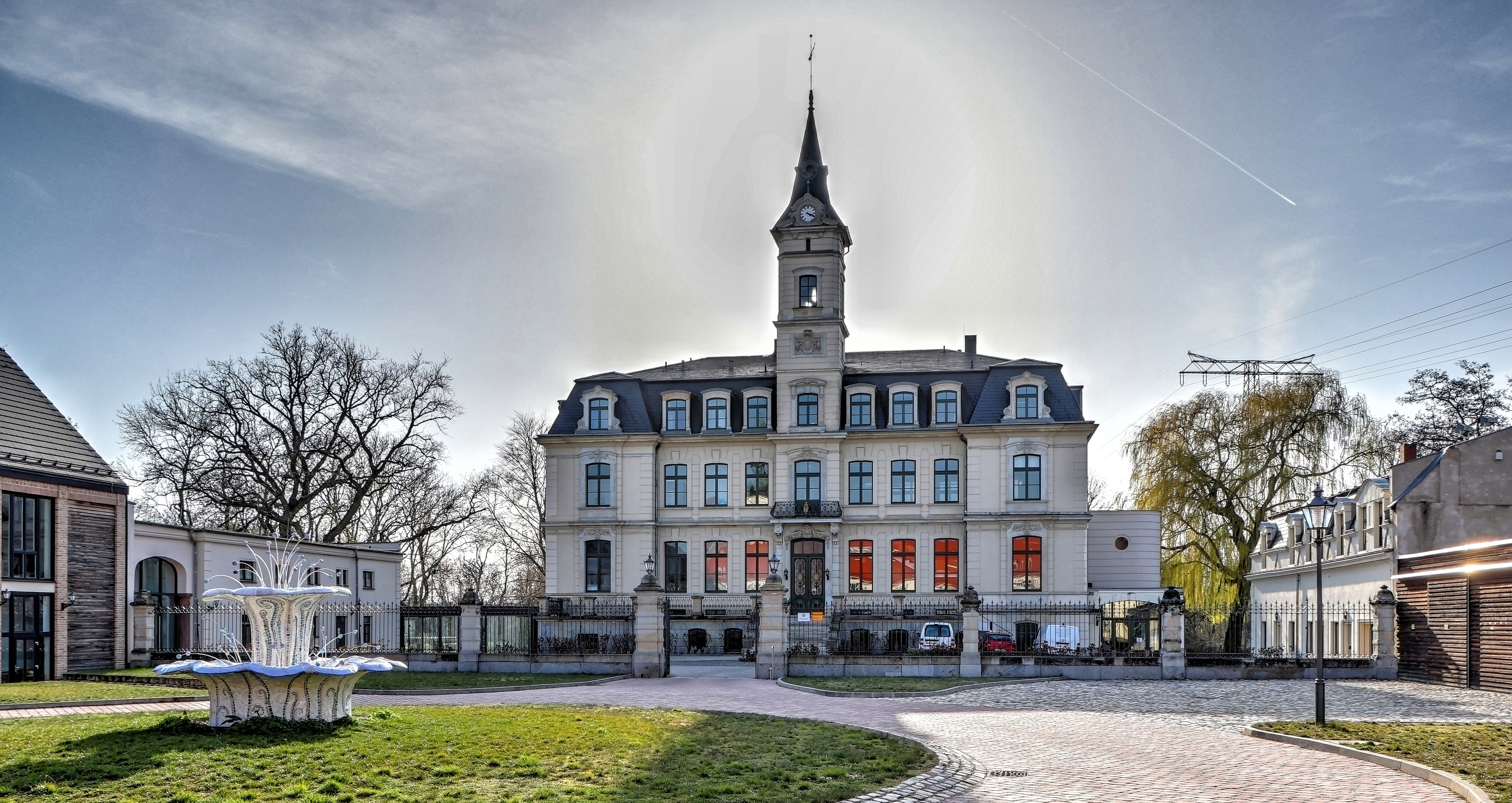
Hofseite mit ehemaliger Orangerie (li.) und ehemaligem Kutscherhaus (2020)
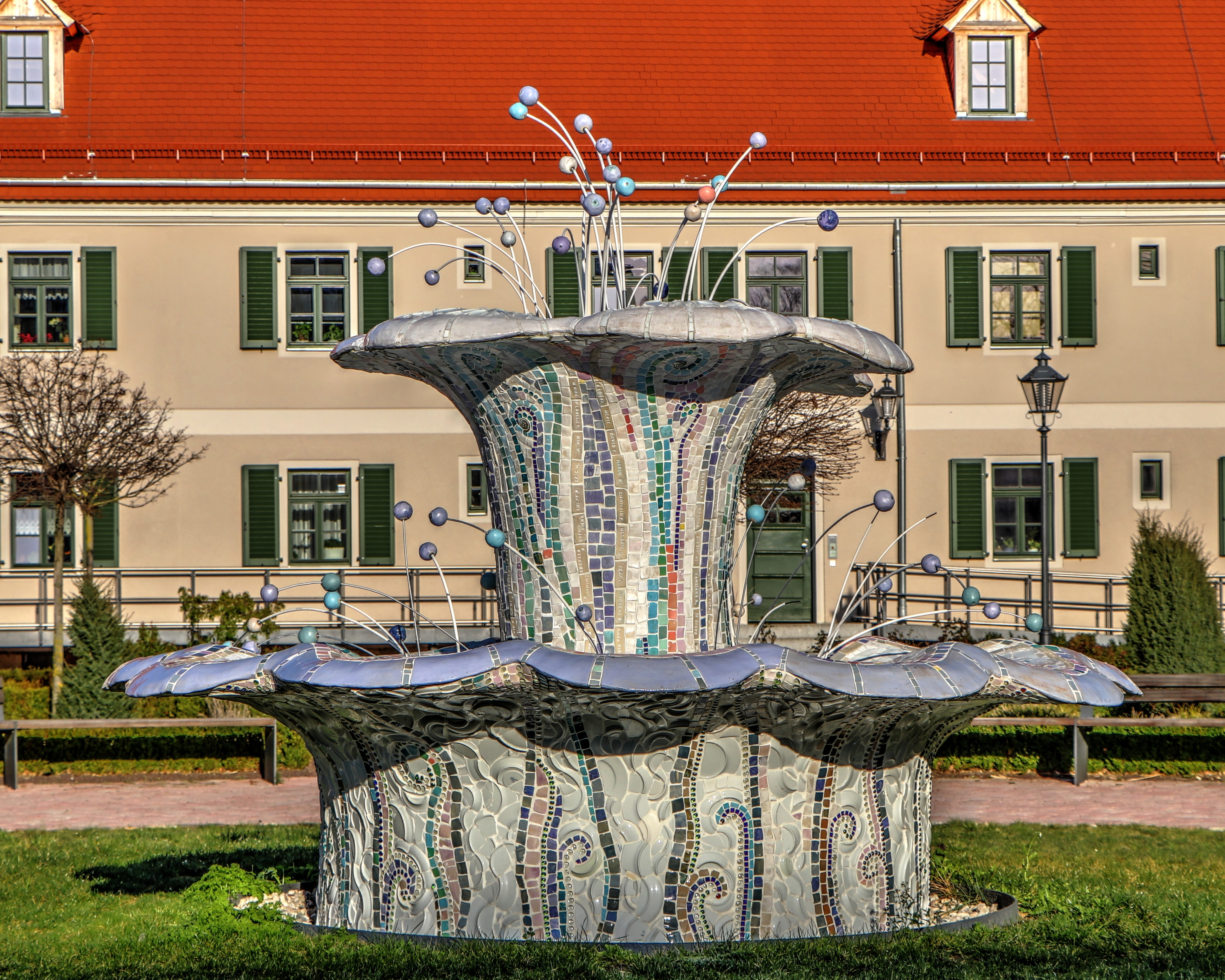
Mosaikplastik „Kelch“ (2020)
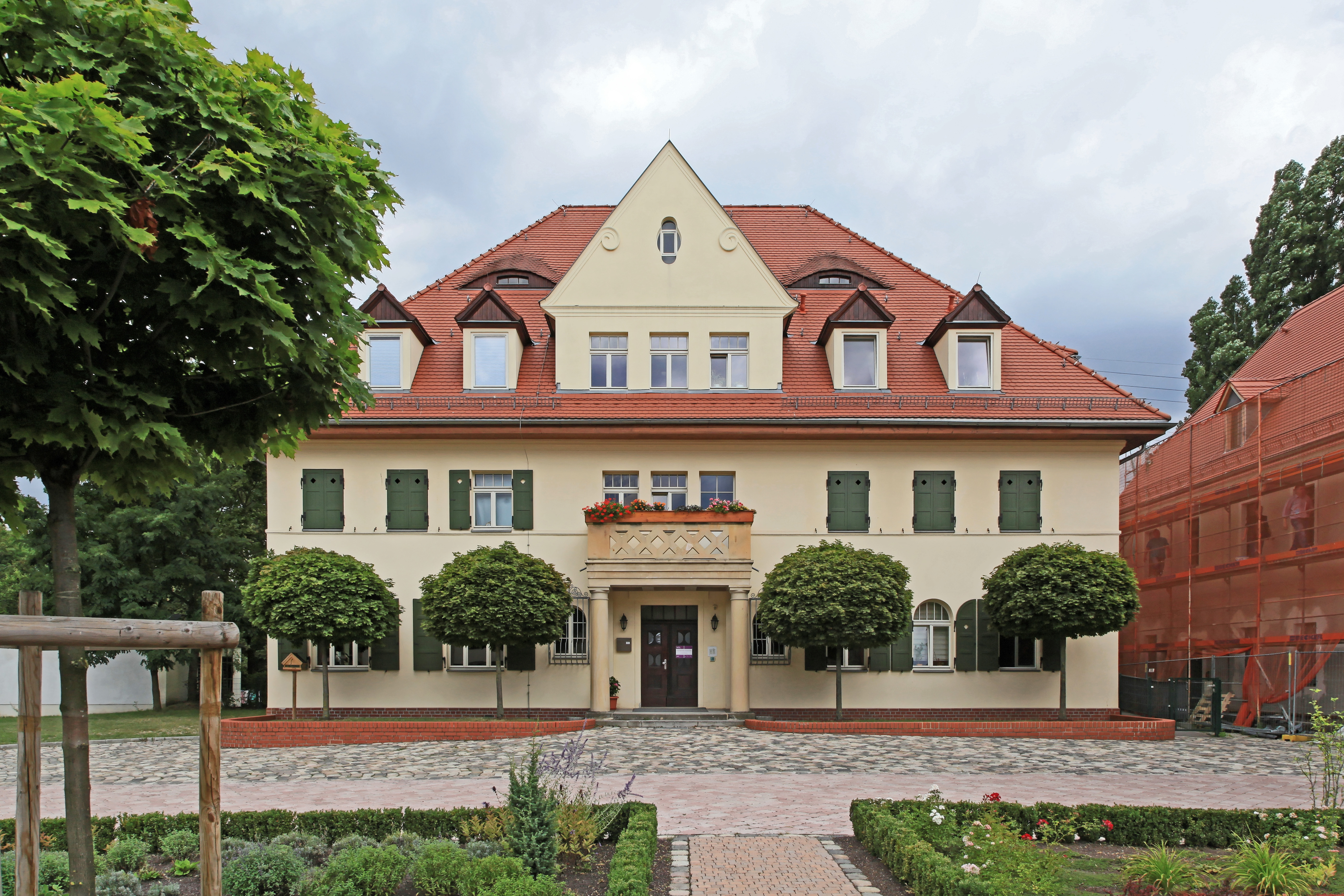
Kindergarten (2016)
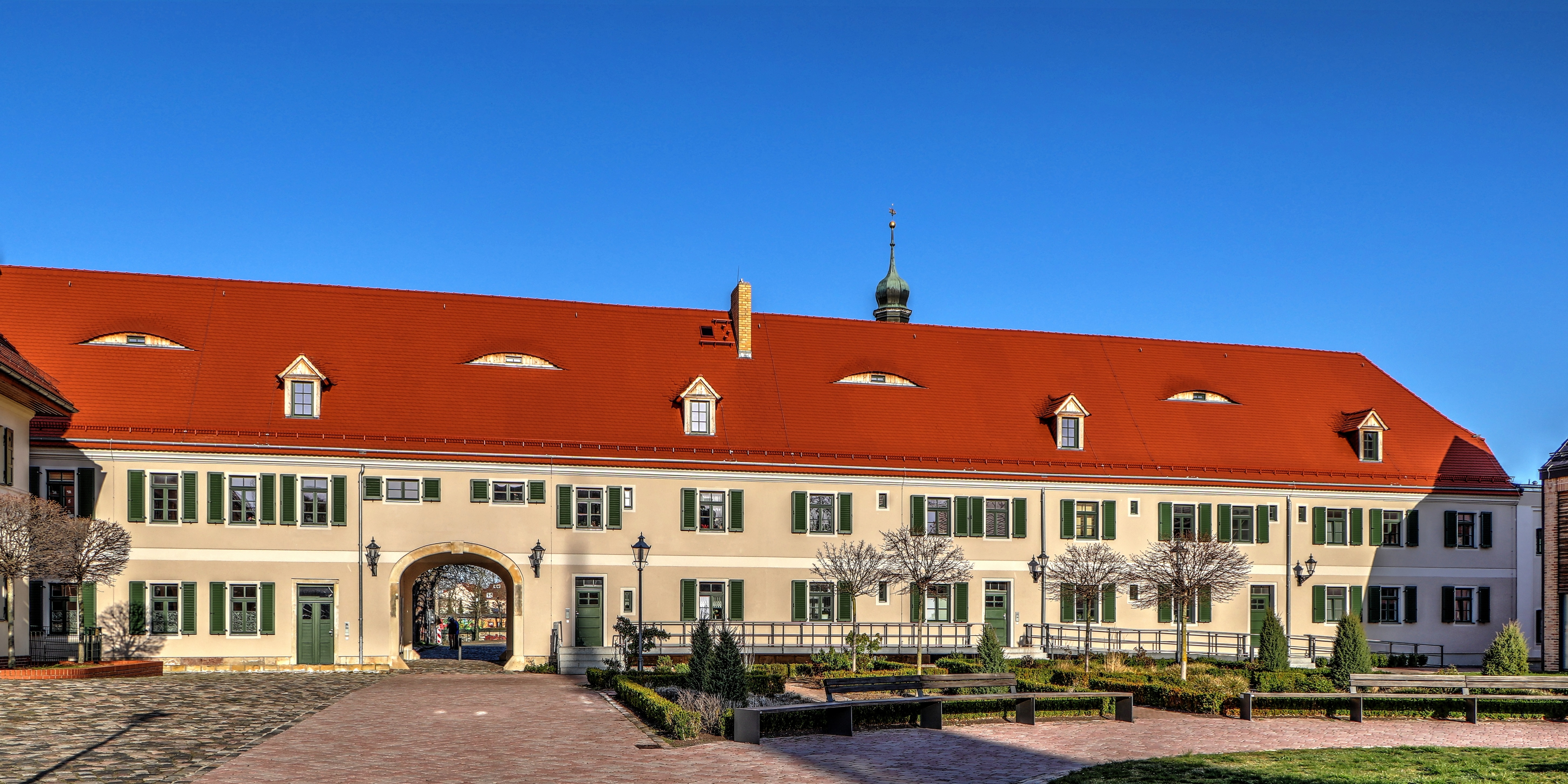
Torhaus (2020)

## Geschichte

### Rittergut
1404 wurde der Leipziger Ratsmann Georg Thümmel mit dem Rittergut Schönefeld belehnt. In der Thümmelschen Familie (später von Thümmel) blieb es für 350 Jahre. 1754 sah sich nach Plünderungen und Zerstörungen des Gutes durch preußische Truppen während des Österreichischen Erbfolgekrieges (1740–1748) der Landkammerrat Carl Heinrich von Thümmel gezwungen, es an den Hofrat Johann Friedrich Zeumer (1717–1774) zu verkaufen, der große Bau- und Sanierungsarbeiten begann. Zeumer starb 1774 kinderlos, und das Gut kam an den entfernt verwandten fürstlich-mansfeldischen Hof- und Bergrat Johann Christoph Schmidt (1704–1781), der seine Miterben auszahlte. Nach dessen Tod ging das Gut durch mehrere Hände, bis es 1794 der aus der Schweiz stammende Johann Ullrich Schneider (1747–1815) erwarb, der allerdings wegen seiner evangelisch-reformierten Religionszugehörigkeit für den Rittergutskauf in Sachsen seinen Bruder, den Merseburger Rentamtssekretär Ludwig Schneider, pro forma vorschieben musste.

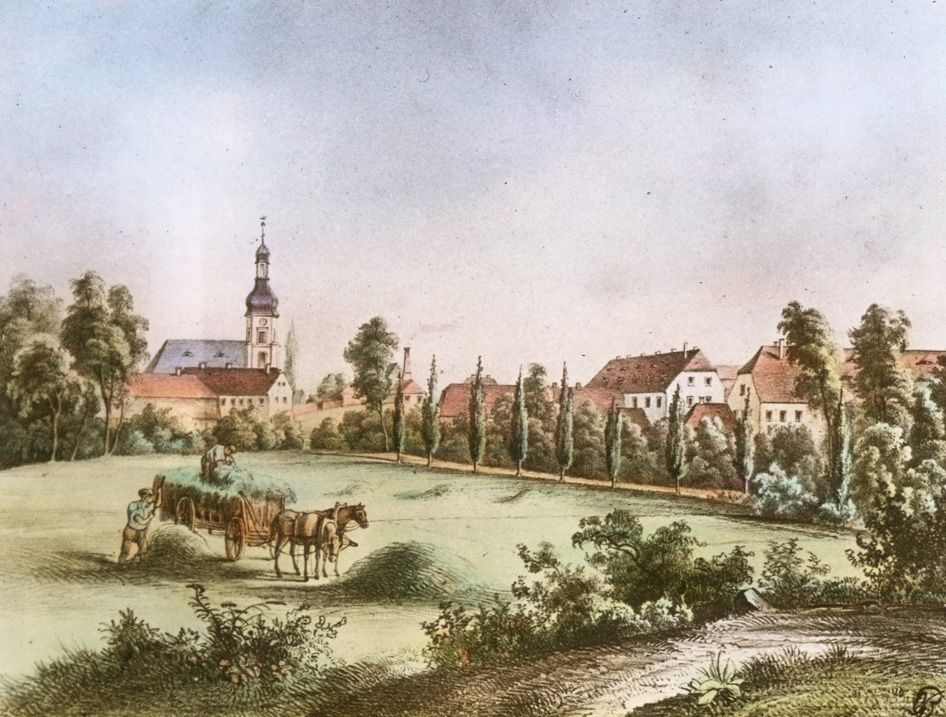
Schönefeld um 1850, rechts das Rittergut

In der Völkerschlacht gab der französische Marschall Michel Ney (1769–1815), als am 18. Oktober 1813 die Stellung der Franzosen gegenüber den Russen immer bedrohlicher wurde, den Befehl, das Gut in Brand zu stecken.
Als Schneider am 20. Mai 1815 starb, erbte seine Tochter Marianne Wilhelmine Rosine Elisabeth (1792–1849) das Anwesen. Sie heiratete im Dezember des gleichen Jahres den Königlich-Großbritannischen Capitän der Armee Freiherrn Franz Botho von Eberstein und wurde so Freifrau von Eberstein. 1841 starb Botho von Eberstein und 1849 seine Frau, so wurde ihre Tochter (Clara) Hedwig von Eberstein (1817–1900) nunmehr Besitzerin des Ritterguts.
Hedwig von Eberstein ließ in den Jahren 1871 bis 1876 ein neues, bis heute bestehendes Herrenhaus nach Plänen des Leipziger Architekten Bruno Leopold Grimm an Stelle des 1813 zerstörten errichten, das 1604 durch Georg Heinrich von Thümmel erbaut worden war. Im Zuge der Expansion Leipzigs in der Gründerzeit verkaufte sie, wie zuvor schon ihre Mutter, große Teile der bis über die heutige Leipziger Eisenbahnstraße reichenden Schönefelder Fluren als Bauland, auf denen die zunächst selbstständigen Gemeinden Neustadt und Neuschönefeld entstanden, die 1890 nach Leipzig eingemeindet wurden. Sie legte außerdem fest, dass die Feldflur südlich des Schlosses unbebaut bleiben sollte. Hier wurde ab 1913 der Mariannenpark angelegt.

### Mariannenstiftung

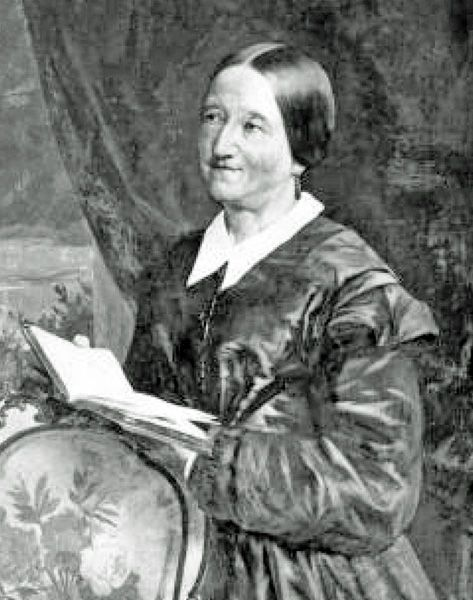
Hedwig von Eberstein

Hedwig von Eberstein war unverheiratet und kinderlos. Aus Trotz gegenüber ihrem Neffen, der ihr ein gewünschtes Darlehen verweigert hatte, legte sie 1881 fest, dass nach ihrem Tode ihr gesamtes Vermögen, bestehend aus Schloss und Rittergut, Grundbesitz und einem Kapital von 805.000 Mark, in eine Stiftung überführt werden sollte, die eine Versorgungsstätte für unbemittelte Töchter hoher Zivilstaatsbeamter und Militärs im Schloss betreibt. Zu Ehren ihrer Mutter gab sie ihr den Namen Mariannenstiftung.
Die Begünstigten mussten über 30 Jahre alt (später 50), unverheiratet, gesund und unbescholten sein, nicht mehr als 6000 Mark eigenes Vermögen besitzen und ihr Vater über ein festes Jahreseinkommen von mindestens 4500 Mark verfügen. Sie erhielten im Schloss freie Unterkunft, volle Verpflegung und ein jährliches Nadelgeld von 600 Mark.
Von 1945 bis 1948 belegte eine sowjetische Bezirkskommandantur das Schloss. Die zur Stiftung gehörenden Ländereien wurden durch die Bodenreform 1946 enteignet und an Neubauern und die Stadt Leipzig übertragen. Nach Auszug der Kommandantur wurden die Gebäude des Schlosses 1949 der Stadt Leipzig zur Errichtung eines Alten- und Pflegeheims übergeben. Der Altenheimteil wurde mit 30 Frauen belegt, 1950 folgte der Pflegetrakt für etwa 100 Frauen. 1972 entstand im Erdgeschoss des Herrenhauses erstmals auch eine Pflegestation für schwerst- und mehrfachbehinderte Kinder mit allerdings ungenügender pädagogischer Betreuung.
Während der DDR-Zeit wurde das Schloss Schönefeld unzureichend unterhalten und quasi auf Verschleiß betrieben. Im Sommer 1990 musste die gesamte Anlage wegen der sich rapide verschlechternden Bausubstanz geschlossen werden.

### Schloss Schönefeld e. V.
Mit Hilfe von drei gemeinnützigen Vereinen in der Stadt Leipzig wurde im Herbst 1990 der Förderverein Schloss Schönefeld gegründet. Durch Beschluss der Stadtverordnetenversammlung Leipzig im Oktober 1991 wurde dem Antrag des Vereins stattgegeben, Schloss Schönefeld in die freie Trägerschaft mit dem Ziel zu übernehmen, „Menschen mit Behinderung ein möglichst selbstbestimmtes Leben in Würde und Teilhabe zu ermöglichen“.

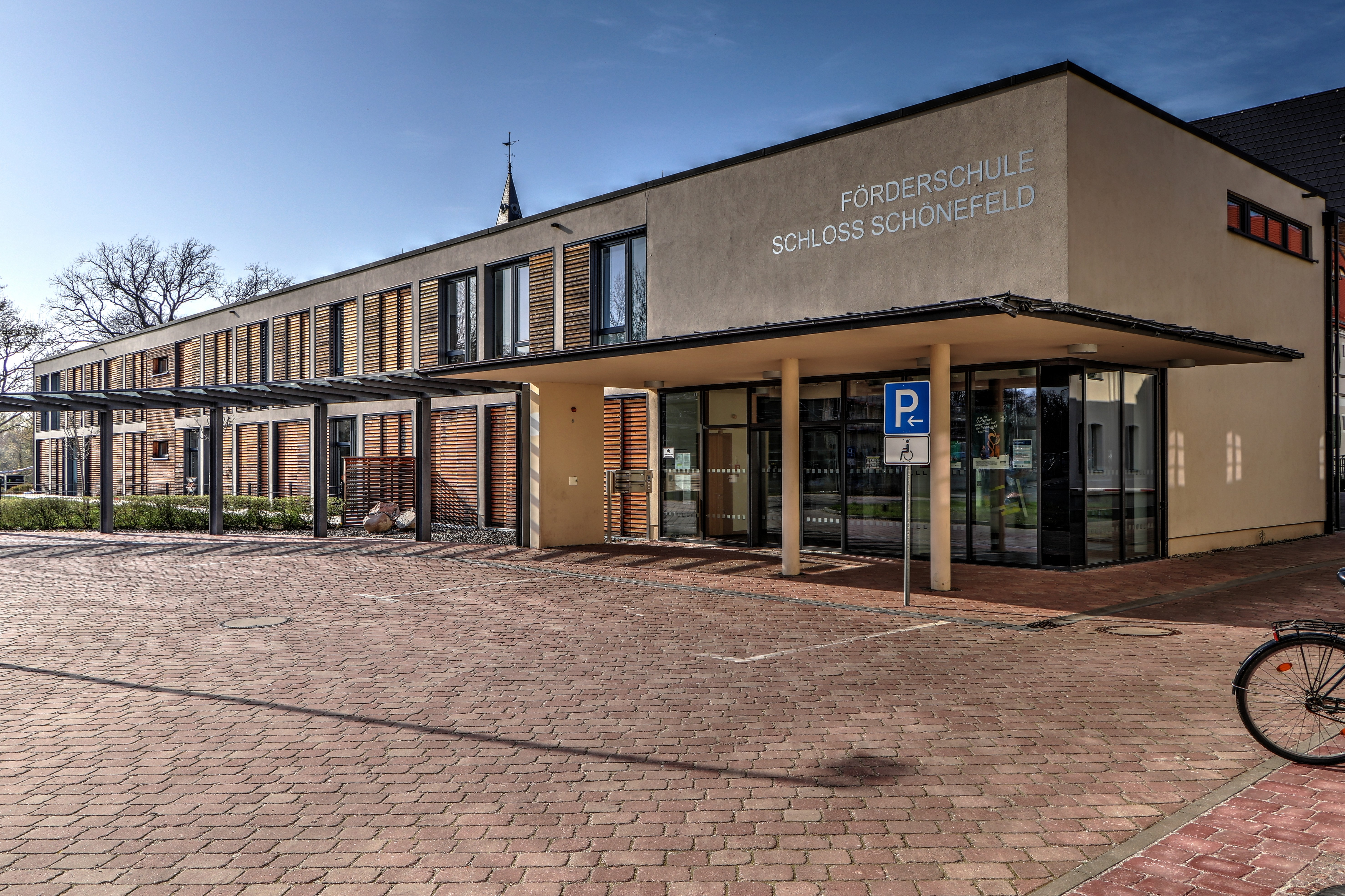
Förderschule Schloss Schönefeld, Eingang (2020)

Mit Fördermitteln des Freistaates Sachsen, des Bundes und der Deutschen Behindertenhilfe Aktion Sorgenkind sowie großzügigen Spenden von Privatpersonen begann am 1. Oktober 1992 die Sanierung des Schlosses, das in alter Pracht wiederhergestellt wurde. Im Juni 1994 war die feierliche Eröffnung der Förderschule für schwerst- und mehrfachbehinderte Kinder und Jugendliche, die 75 Schüler in den behindertengerecht angepassten Räumen zählt, die Unterstufe im Erdgeschoss des Herrenhauses, die Übrigen im neuen Trakt der Förderschule. Außerdem wurde der Verein Träger von Wohnstätten für erwachsene Menschen mit Behinderung, wofür auch Teile des Torhauses genutzt werden.
Zur Entlastung des ehrenamtlichen Vorstandes des Vereins wurden 2005 die zwei Tochterunternehmen Lernen plus gGmbH Schloss Schönefeld und Wohnen plus gGmbH Schloss Schönefeld gegründet und alle bestehenden Einrichtungen zur Weiterführung und -entwicklung an sie übergeben.
Mit dem Ziel der Integration des Schlosses Schönefeld in das Leipziger Kulturleben stellt der Verein auch Räume im Schloss
als Begegnungs- und Kulturstätte zur Verfügung. Zahlreiche Veranstaltungen wie Kinderfeste, Konzerte oder Fachseminare machen das Schloss zu einem attraktiven Begegnungsort. So veranstaltet seit 1995 die Chursächsische Capelle Leipzig im Schloss die Schönefelder Schlosskonzerte, in denen etwa sechsmal im Jahr zumeist Barockmusik erklingt.